# Az Ezüst-tó kincse
Az Ezüst-tó kincse, eredeti német címe Der Schatz im Silbersee, Karl May 1894-ben megjelent indiánregénye, főszereplői Winnetou és Old Shatterhand.

## Történet
|  | Alább a cselekmény részletei következnek! |

A történet egy szállítóhajón kezdődik, ahol egy fekete párduc kiszabadul. Az egyik, a fedélzeten tartózkodó indián megment egy lányt, akit a párduc szemelt ki magának, végül Droll néni (ő nem nő, hanem egy híres vadász) lelövi a párducot. A szintén a fedélzeten tartózkodó Old Firehand elmeséli szűk baráti körének, hogy kincset talált. A kör: Droll néni, Fred (egy fiatal, aki Droll néni gondjára van bízva), Tutajos Tom (híres vadász), egy mérnök (az ő lánya, akit az ifjabb tonkava megmentett), két tonkava (indián), a hajó kapitánya. A vadnyugati „csőcselék” a hajón is jelen van. A bandavezér (colonel, aki a körből már ismerőst is megölt), meglopja a mérnököt, megfúrja a hajót, majd elmenekül. A két tonkava utána ered, végül a tutajosoknál (Tutajos Tom barátai) kötnek ki. A bandavezér felgyújtja a tutajosok táborát, majd a bandák legjelentősebb találkozóhelyére érkezik. A kör bővül a tutajosokkal, majd a Butler-farmra menekülnek. A megduzzadt létszámú banda a nyomukban van, de egy csel során visszaverik a támadókat a Butler-farmnál. Firehandék tovább folytatják útjukat az Ezüst-tó felé, de útközben sok meglepetés vár rájuk. Találkoznak Old Shatterhanddel, és három híres vadászával. Az utahok (indiánok, akiktől Shatterhandék megszöktek) végig üldözik őket az Ezüst-tóig. De itt még több meglepetés vár rájuk.
|  | Itt a vége a cselekmény részletezésének! |

## Az apacsok
Winnetou az apacs indiánok közül való. Apja, Incsu Csunna (Jóságos Nap) az apacsok és navahók törzsfőnöke, aki később úgy mint Winnetou testvére, Nso Csi (Szép Nap), meghal egy banditacsapat támadásában. Később Winnetou örökli a törzs irányítását. Kivételes képességeinek köszönhetően sokszor megmenekül, néha barátai segítenek neki. Old Shatterhanddel egy vasútépítés közben találkozik. Először ellenségének tartja.
Ellenségek:
- Komancsok
- Kajovák
- Ogelallák
- Sziúk

Főbb szövetségesek:
- Navahók
- Nihorák
- Tonkavák

Winnetou „jelképei”:
- Ezüstpuska
- Sündisznósertékkel ékes mokaszin
- Medvefogak
- Bowie-kés
- Hosszú, fekete, jellegzetes indián haj

Old Shatterhand „jelképei”:
- Medveölő puska
- Bowie-kés
- Henry-féle 25 lövetű ismétlőkarabély
- Medvefogakból és -karmokból készült „nyaklánc”